# Vích
Vích (danh pháp khoa học: Lepidochelys olivacea) là một loài rùa biển. Cân nặng của vích hiếm khi trên 50 kg. Một nghiên cứu ở Oaxaca (Mêhicô) cho biết vích trưởng thành có cân nặng từ 25 kg đến 46 kg. Con cái nặng trung bình 35,45 kg (số mẫu n= 58), con đực thì nhẹ hơn một chút với cân nặng trung bình 33,00 kg (n=17). Vích con mới nở thường nặng từ 12,0 đến 23,3 gam. Một phần vích trưởng thành lưỡng tính. Vích đực có đuôi dài và to hơn vích cái, đuôi vích được dùng khi giao phối.

## Miêu tả
Vích là loài rùa biển cỡ nhỏ, chiều dài mai của con trưởng thành khoảng 60 đến 70 cm.
Cân nặng của vích hiếm khi trên 50 kg. Một nghiên cứu ở Oaxaca, Mexico cho biết vích trưởng thành có cân nặng từ 25 kg đến 46 kg. Con cái nặng trung bình 35,45 kg (số mẫu n= 58), con đực thì nhẹ hơn một chút với cân nặng trung bình 33,00 kg (n=17). Vích con mới nở thường nặng từ 12,0 đến 23,3 gam. Một phần vích trưởng thành lưỡng tính. Vích đực có đuôi dài và to hơn vích cái, đuôi vích được dùng khi giao phối.

## Phân bố
Vích phân bố ở vành đai nhiệt đới trên biển và các vùng nước ấm thuộc Thái Bình Dương và Ấn Độ Dương. Tại Đại Tây Dương, có gặp vích tại bờ biển Tây Phi và bắc Brazil, Suriname, Guyana, Guiana thuộc Pháp và Venezuela. Ngoài ra, vích còn có mặt ở biển Caribea ở phía bắc Puerto Rico. 

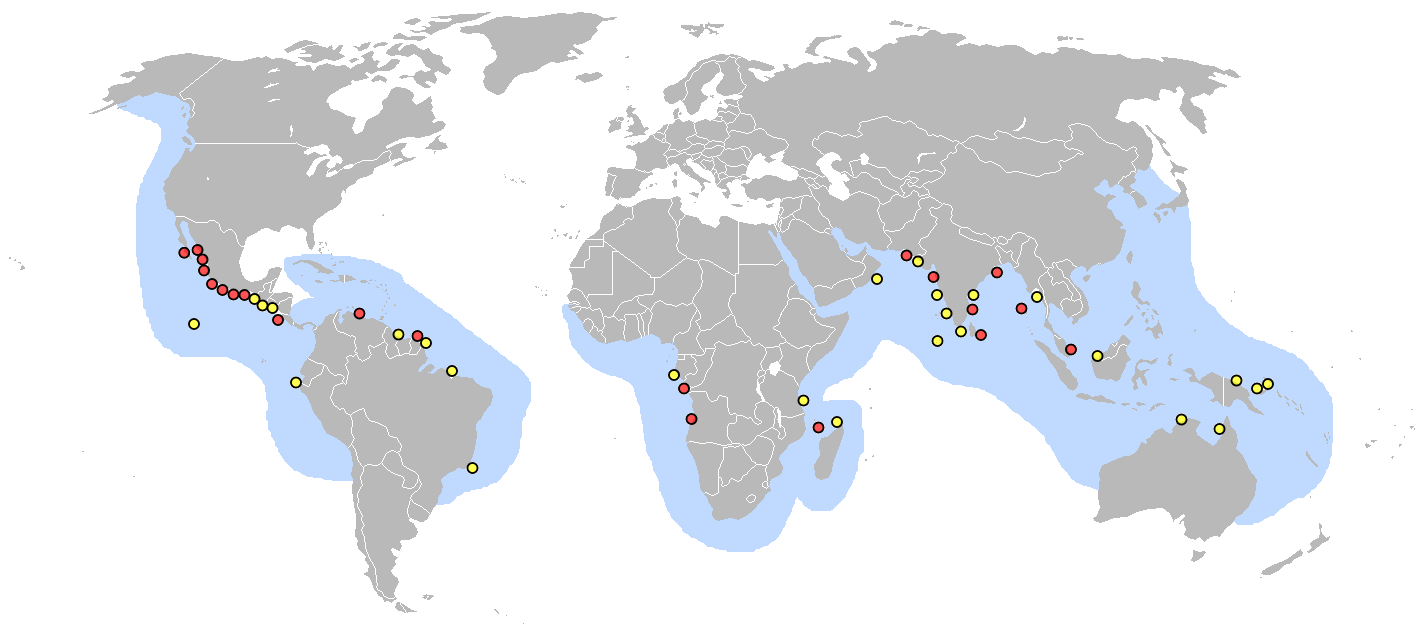
Bản đồ phân bố loài Lepidochelys olivacea. Vòng tròn đỏ là khu vực đẻ trứng chủ yếu. Vòng tròn vàng là các bãi biển nơi hiếm gặp vích đẻ trứng hơn.

## Khóa phân loại
Danh pháp khoa học đầu tiên của vích là Testudo mydas minor (Suckhow, 1798). Các tên về sau gồm Chelonian olivacea, Eschscholtz, 1829 và Lepidochelys olivacea Fitzinger, 1843. Do Eschscholtz là người đầu tiên đề xuất tên olivacea, nên danh pháp Lepidochelys olivacea Eschscholtz, 1829được chấp nhận cho đến nay.
Tên chi Lepidochelys xuất phát từ tiếng Hy Lạp, trong đó lepidos nghĩa là tương tự và chelys nghĩa là rùa.

## Hình ảnh

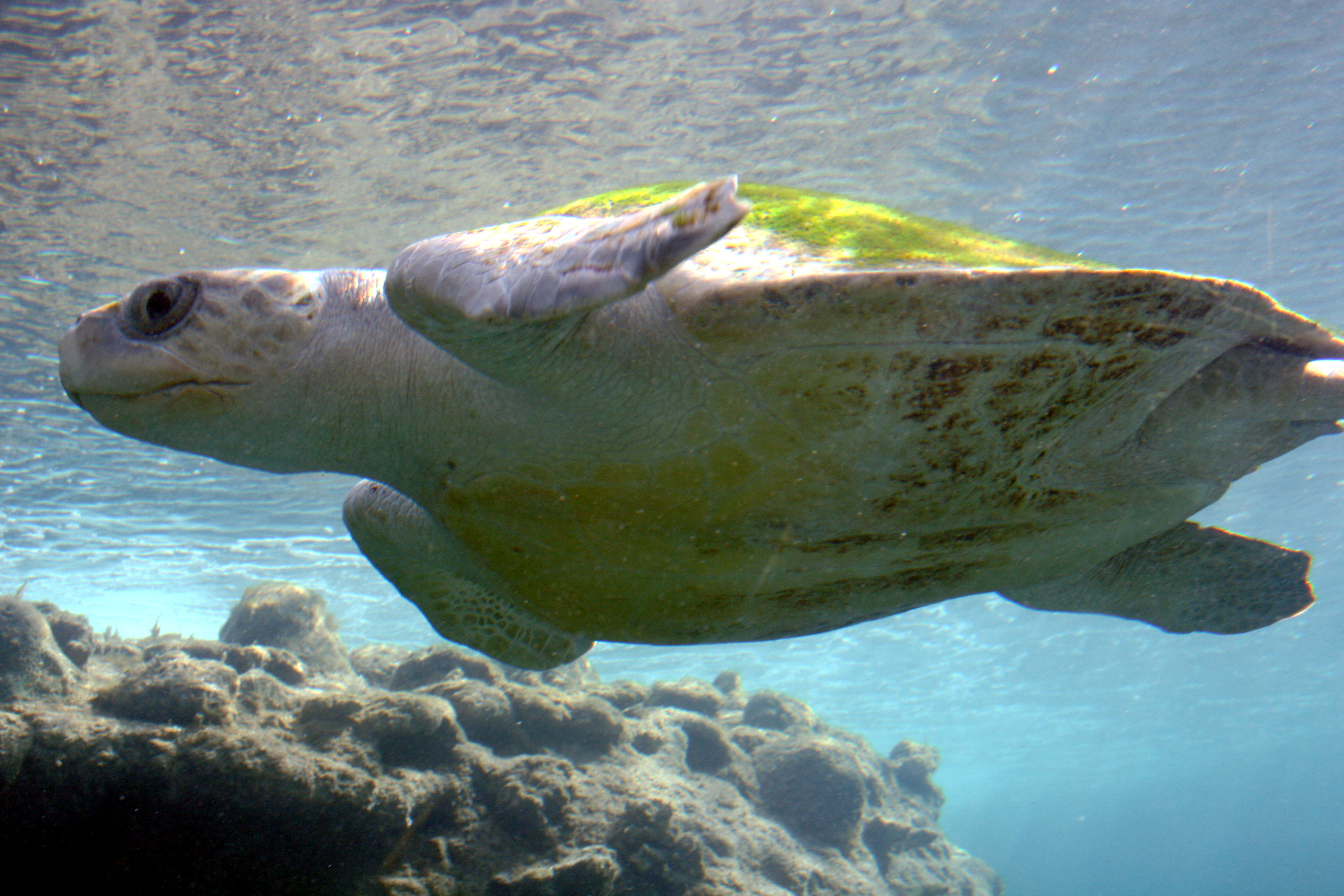
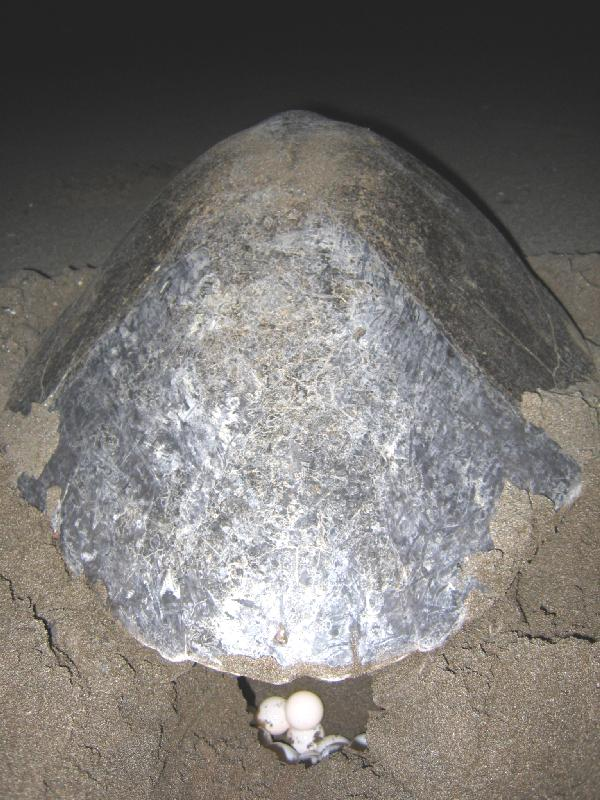
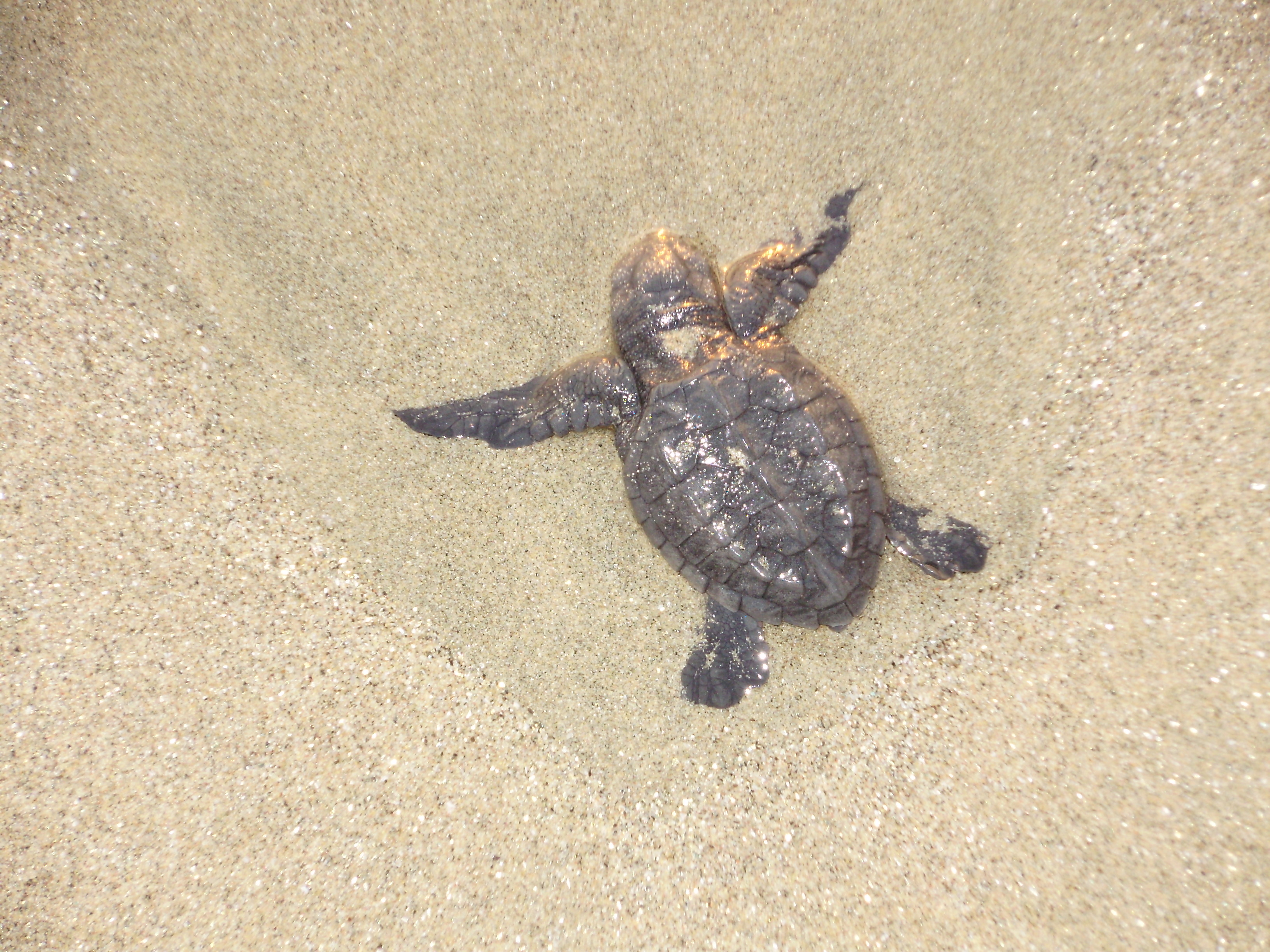
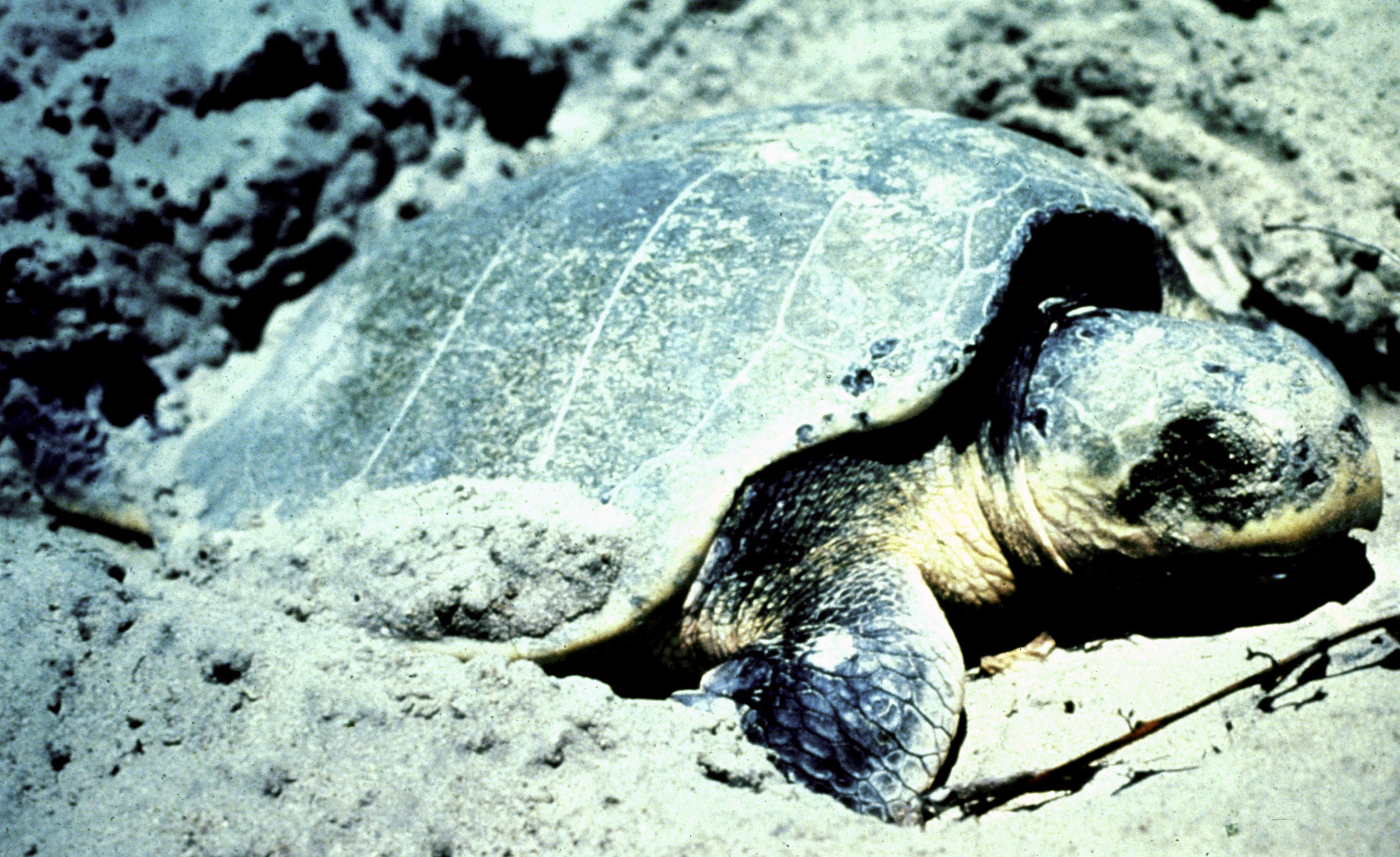